# Marjan Vezjak
Marjan Vezjak, slovenski elektrotehnik * 1950.
Med 15. junijem in 26. oktobrom 2000 je bil državni sekretar Republike Slovenije na Ministrstvu za okolje, prostor in energijo Republike Slovenije.